# Queensberry hercege
A Queensberry hercege skót főrendi cím, amit 1684-ben hozott létre az uralkodó. A címet a Doulas klán Drumlanrig ágának vezetői viselték, ám örökös hiányában a cím a Buccleuch hercegekhez került, akik máig viselik. Jelenleg Richard Walter John Montagu Douglas Scott (1978–) Buccleuch 10. hercege, Queensberry 12. hercege. Ez a szócikk csak az első négy herceget mutatja be, amíg a cím el nem került a Douglasoktól.
Queensberry 2. hercege elnyerte az angol főrendben a Dover hercege címet. Ezzel nem csak egyenrangú lett az angol hercegekkel – az angol főrend megelőzte a skót főrendet –, de a Lordok Házába is bekerült.

## Lairdek és lovaggá válás
A Douglas klán egyik ágának vezetői, a Drumlanrig Laird-ek jelentős hatalommal bírtak Skóciában a középkor során, mielőtt grófi címet nyertek volna. A történetük a XIV. században kezdődött, amikor William Douglas – James Douglas, Douglas 2. grófjának fia –,  Drumlanrig első Lairdje birtokot kapott. A Douglas család Drumlanrig ága közel állt a skót uralkodókhoz, ami sok előnyt biztosított számukra, de időnként konfliktusokat is eredményezett.
A Drumlanrig vezetők befolyása a háborús időszakokban is megnyilvánult, erősítve pozíciójukat Skócia déli részén. William Douglas, Drumlanrig 6. Lairdje 1513-ban elesett az angolok ellen vívott Flodden-i csatában. A Lairdek egyre inkább beágyazódtak a nemesi hierarchiába, és szoros kapcsolatban álltak a koronával.
A Douglasok részt vettek Skócia belpolitikai harcaiban is. James Douglas, Drumlanrig 7. Lairdje 1526-ban megpróbálta kiszabadítani V. Jakab skót királyt Angus gróf fogságból. Őt Mária skót királynő melletti kiállása és hűsége okán 1578-ban John Erskine, Mar grófja, Skócia régense lovaggá ütötte. Azonban 1567-ben részt vett a királynő elűzésében, ami ismét konfliktust hozott a Douglasokra. A család kapcsolatát a skót királyi családdal VI. Jakab skót király 1617-ben Drumlanrig-i látogatása is megerősítette.

## Grófok, márkik és hercegek
Rövid életrajzok azokról, akik a hercegi cím megszerzéséhez hozzájárultak, illetve azt viselték. Az utolsó tárgyalt személy Queensberry negyedik hercege, utána a Queensberry hercegi címet a Buccleuch hercegek viselték.

### William Douglas, Queensberry 1. grófja

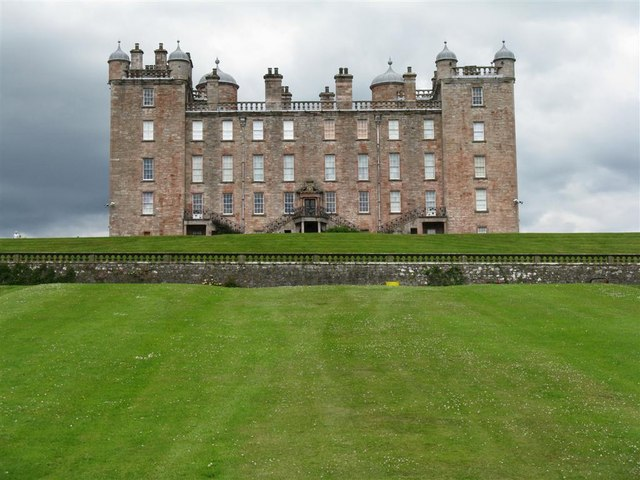
A Drumlanrig kastély (kép: 2019) Buccleuch herceg egyik otthona, körülvéve kiterjedt kertekkel és erdővel. A Drumlanrig kastély a skóciai Thornwillben, a Queensberry birtokon áll. Az „A“ kategóriájú műemléki kastély Buccleuch és Queensberry hercegének Dumfriesshire-i otthona. A kastély, az istállóudvar és a kalandjátszótér korlátozottan, a gyalogos és kerékpáros útvonalak egész évben nyitva állnak.

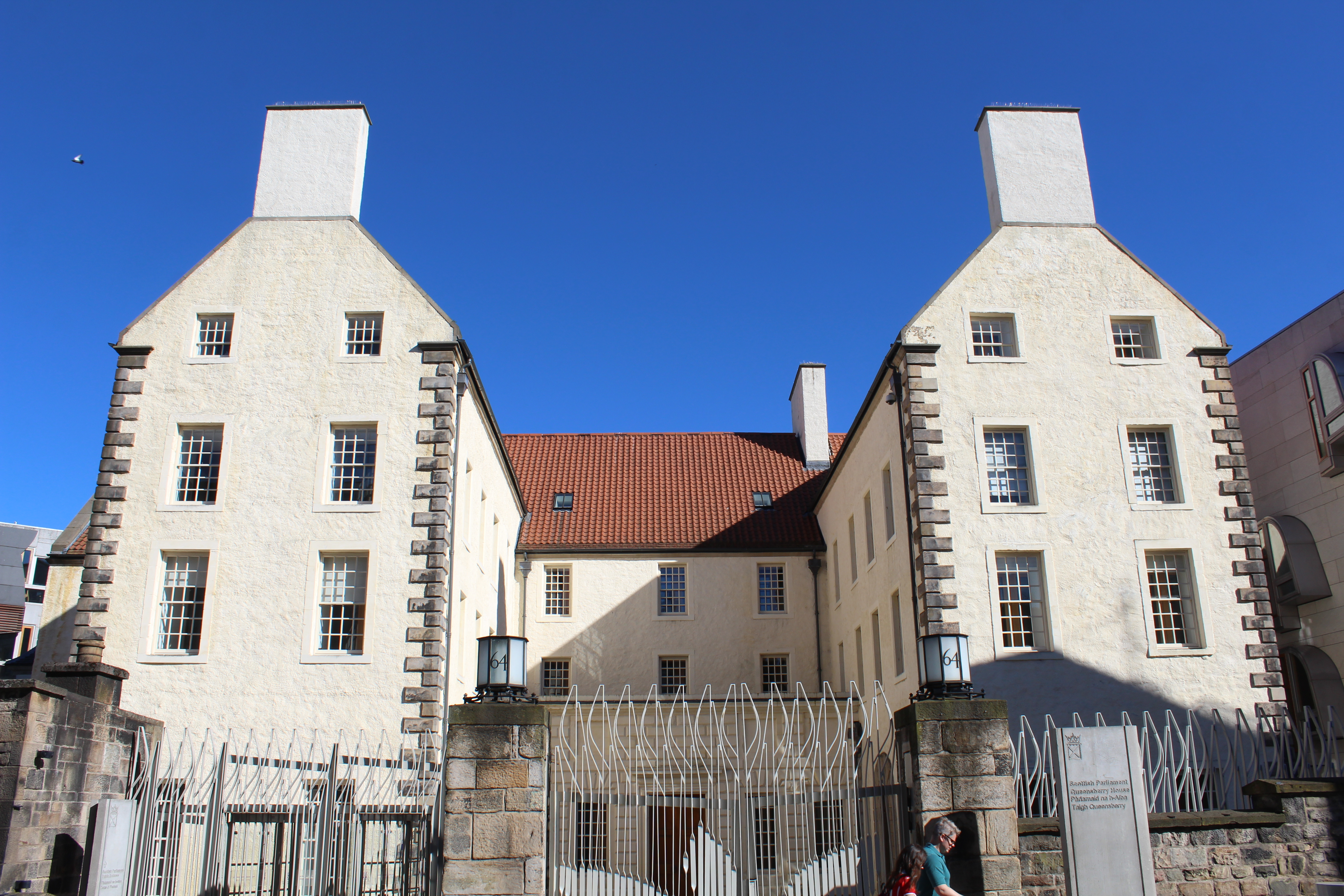
A Queensberry ház XVII. századi épület, amely ma „A“ kategóriás műemlék. Edinburgh-ban a Royal Mile Canongate szakaszának déli oldalán áll, a skót parlament épületegyüttesének északnyugati sarkában. A parlament tisztségviselőinek irodái találhatók az épületben, ez magyarázza a szögesdrótot

William Douglas (1582. december 1. – 1640. március 8.) 1616 körül Lincluden prépostja, 1620-tól Dumfries megye seriffje, 1623-tól Dumfries békebírója. I. Károly skót királytól 1628-ban kapta a Drumlanrig vikomtja ( 1628) címet, majd 1633-ban Queensberry grófjává emelte az uralkodó. Többször is konfliktusba keveredett a Covenanterek mozgalmával, amely ellenezte a királyi beavatkozást az egyházi ügyekbe. Halála után fia, James Douglas követte őt a címben. Ő vásárolta meg az edinburgh-i Queensberry House-t, amely a Douglas család egyik jelentős központjává vált.

### James Douglas, Queensberry 2. grófja
James Douglas (1622. január előtt – 1671) első felesége Mary Hamilton volt, Hamilton 2. márkija lánya, akit 1630-ban vett el. Felesége halála miatt újra nősült Margaret Stewartot, John Stewart, Traquair 1. grófja lányával. A Queensberry grófi címet 1640-ben örökölte. Jamest 1642. július 5-én nevezték ki a katolikusok letartóztatásáért felelős biztosnak. I. Károlyt támogatta a polgárháborúban, és a kilsythi csata után fogságba esett, 1645-ben Carlisle városában tartották fogva. 180 000 skót márkás pénzbírságot kapott, ennek csak a kétharmadát fizette ki. 1661-ben jövedéki biztossá, 1663-ban békebíróvá nevezték ki.

### William Douglas, Queensberry 3. grófja, majd Queensberry 1. márkija, majd Queensberry 1. hercegePC
William Douglas (1637 – 1695. március 28.) alatt a család megbecsülése nagyot emelkedett, az egyik legfontosabb főrendé vált. 1661-ben jövedéki biztosként kezdte a karrier építést, majd békebíró lett. Még 1663-ban kinevezték Dumfriesshire seriffjévé. Hatalmának növekedését jelzi, hogy 1667 és 1674 között skót titkos tanácsos. 1671-ben örökli meg apja grófi címét. A skót Parlament rendkívüli űlésén (1681–1686) az intézmény egyik vezetője, emellett az Edinburgh-i vár kormányzója (1682-1686), ezzel párhozamosan Skócia főkincstárnoka.
1681. február 11-én II. Károly angol király Queensberry márkija ( 1681) címet adományozza részére. Alig három évvel később, 1684. november 3-án a király Queensberry  első hercegévé ( 1684) emelte.
1685-ben az uralkodót képviselte a skót presbiteriánus egyház közgyűlésén. James Drummond, Perth 4. grófja 1687-ben hivatali visszaéléssel vádolta meg, ezért megfosztották titkos tanácsosi tisztségétől. Halála előtt ismét élvezte a királyi kegyet, 1693-ban skót parlament rendkívüli űlésének egyik vezetőjévé nevezték ki. Az edinbourgh-i Royal Mile-on álló Queensberry házban halt meg.

### James Douglas Queensberry 2. hercege, Dover 1. hercegeKG
James Douglas (1672. december 18. – 1711. július 6.) apja méltó utóda volt, aki tovább erősítette a család hatalmát, ugyanakkor súlyos öröklési kérdést is meg kellett oldania.
Huszonegy évesen lett Dumfries prépostja, egy évvel később már Skócia titkos tanácsosa. A skót királyi hadsereg egyik lovassági alakulatánál, a Dundee Horse-nál szerzett alezredesi, majd a hatodik skót lovassági elit ezrednél ezredesi rangot. A katonai pályát politikaira cserélte, 1685-ben a kincstárnál dolgozott, 1692-től kincstári biztos egészen 1704-ig, 1694-ben főkincstárnok. 1689 és 1702 között udvari tanácsos (Gentleman of the Bedchamber), 1696 és 1702 között az uralkodó pecsét őre (Lord Privy Seal). Az parlament egyik vezetője (1696-1711), 1702-1703-ban és 1706-ban, apjához hasonlóan az uralkodó képviselője a skót egyház éves gyűlésén, szolgálatáért elnyeri a Térdszalagrendet.
E feladtok ellátás közben, 1695-ben örökölte meg a Queensberry hercegi címet. Utóda, legidősebb élő fia, James elmeállapota miatt 1706. június 17-én a Queensberry hercege címét – visszaadta Anna brit királynőnek. A Királynő novodamus visszaadta a második hercegnek. Ennek értelmében a Queensberry hercegi cím első örököse a jelenlegi herceg Charles fia, onnan ismét férfi ági az öröklés rendje, feltéve, hogy az örökös a Douglas vezetéknevet viseli és hordozója a Douglas címernek. Két évvel később az Uralkodó Dover hercegévé ( 1708)  teszi az angol főrendben, így biztosítva helyét a londoni Lordok házában.
A Dover hercege címet elnyerését annak köszönhette leginkább, hogy támogatta, aláírta és elfogadta az 1706–1707-es egyesülési törvényeket (Acts of Union 1707). Emiatt nagyon népszerűtlen volt Skóciában. 1709-től haláláig Skócia államtitkára volt. A herceg a londoni Albemarle utcai házában halt meg 1711-ben, bélelzáródás következtében.

### James Douglas Queensberry 3. márkija
James Douglas (1697. november 2. – 1715. január 24.), akit 1711-ig Drumlanrig grófjaként ismertek, skót nemes volt, Queensberry hercegének legidősebb fia. A róla szóló történetek gyengeelméjűnek és erőszakos őrültnek írják le. Gyermekkora óta felügyelet alatt tartották az edinburghi Queensberry Házban. 1706-ban apja a Queensberry hercegi címet Anna brit királynővel módosíttatta, hogy azokat James örökölje. Ugyanakkor nem mondott le a Queensberry márki címről, amelyet James örökölt.
A jelentések szerint amikor 1707-ben aláírták az egyesülési okmányt, a felügyeletére rendeltek elmentek ünnepelni (vagy a zavargásokban részt venni), James kiszabadult. A tíz éves gróf lemészárolt egy fiatal szolgálót a ház konyhájában, nyárson megsütötte, és elkezdte enni, mielőtt megtalálták és elfogták volna. Innen származik gúnyneve: „kannibál idióta”. Az – állítólag – általa használt sütő a Queensberry House pincéjének egyik helyiségében ma is megtekinthető. A pince 2012-ig a Parlament Juttatási Hivatala részeként a skót képviselők és vendégeik privát bárja volt.
1711. július 6-án örökölte meg a Queensberry márki címet. 1715. január 24-én halt meg, február 17-én temették el. A nyughelyéről szóló egyházi dokumentumok egymásnak ellentmondanak, talán nem véletlenül.

### Charles Douglas Solway 1. grófja, majd Queensberry 3. hercege, Dover 2. hercege
Charles (1698. november 24. – 1778. október 22.) nyolc évesen lett Solway grófja ( 1706). Bátyja, James őrült volt, ezért apja, a második herceg Anna brit királynőtől novodamust kért, a megváltoztatott öröklési rend értelmében Charles a hercegi cím várományosává. Ugyanakkor nem volt jogosult a hercegi cím alcímét használni, ezért a Királynő a Solway grófja címet adományozta neki és leszármazottainak. 1711-ben apját követte Queensberry hercegeként, és amikor az őrült Jakab 1715-ben meghalt, a herceg megörökölte a Queensberry márki címet is.
Karrierje szépen ívelt felfelé, 1720 és 1727 között a Lord of the Bedchamber tisztét töltötte be, 1721-ben Dumfriesshire és Kirkcudbrightshire megyék hadnagya,  1722 és 1729 között Skócia altengernagya. 1726-ban skót titkos tanácsossá nevezték ki. Az 1739-ben alapított londoni Foundling Kórház alapító kormányzója volt. 1761-ben kinevezték Skócia Nagy Pecsétjének Őrzőjévé.
1746-tól Queensberry hercege egyik tulajdonosa volt a British Linen Companynak. A vállalkozás az amerikai gyarmatoknak és a karibi ültetvényeknek eladandó vászongyártással segítette a skót gazdaság fejlődését. 1762-ben, Archibald, Argyll 3. hercege halála után Queensberry lett a cég vezetője egészen 1776-ig. Az időszak zűrzavaros és szerkezetátalakítási időszak volt, mivel a cég igazgatói úgy döntöttek, hogy leállítják a felvidéki gyárakból származó ágyneműgyártást, és független gyártók finanszírozásához fordulnak kereskedésük folytatásához.
Két fia – Henry Douglas (1722–1754) és Charles Douglas (1726–1756) – előbb halt meg, mint ő. Ezért a Dover hercege és a Solway grófja cím megszűnt.

### William Douglas Queensberry 4. hercege, Queensberry 5. márkija, March 3. grófja,KT
William Douglas (1724. december 16. – 1810. december 23.) volt az utolsó, aki a Queensberry hercegi címet nem társ-címként viselte. Gyakran csak „Öreg Q“-nak nevezték a hintója ajtajára festett „Q“ betű után. 1731-től sorban örökölte meg címeit, kezdve az apja utáni March grófjával, 1748-ban anyja után ő lett Ruglen grófja is. A Queenberry hercegi és márki címeket másodunoka testvére után 1778-ban örökölte meg. 1786 báró Douglas (of Amesbury in the County of Wiltshire) ( 1786) címet nyert, amely a brit parlamentben való megjelenést biztosította számára.
A walesi herceg barátját, Douglast trónra lépése után Lord of the Bedchamber-ré nevezte ki, a következő évben a Bogáncsrend lovagjává nevezte ki. A tizenhat skót felsőházi képviselő egyike volt 1761-1786 között, ezalatt egy évtizedig Skócia admirálisaként is szolgált. A király mentális egészségi állapot romlása személyes kapcsolatukban is törést okozott, 1789-ben megfosztották az Lord of the Bedchamber tisztségtől, a herceg külföldön keresett menedéket. Később Dumfries főhadnagya volt 1794-től 1810-ig.
A herceget nagy téttel játszó szerencsejátékosként is ismerték. Versenyló tulajdonos és lóverseny szervező is volt. A zsokéit mélyvörös selyem felsőjükről és fekete sapkájukról lehetett felismerni. Megtehette, 1799-ben becslések szerint – királyi családot leszámítva – a nyolcadik leggazdagabb ember volt, vagyonát egy millió fontra becsülték (2024: 58 milliárd forint).
A herceg soha nem ment férjhez. Egyik szeretőjétől, Fagnani márkinétől lánya született, Maria "Mie-Mie" Fagnani.
1810. december 23-án halt meg 85 éves korában, végelgyengülésben. Végrendeletében a vagyona javát törvénytelen lányára hagyta. A hercegi címet másod-unokatestvére, Henry Montagu Scott, Buccleuch 3. hercege örökölte. A cím létrehozási okmánya szerint a cím viselője csak olyan személy lehet, aki Douglas vezetéknevet visel, ezért Henry vezetéknevét – kötőjel nélkül – Montagu Douglas Scott-ra változtatta, a család a mai napig a három tagból álló vezetéknevet használja. A Queensberry márki címet a a negyedik unokatestvér, Charles Douglas (1777–1837) örökölte. A March grófja cím is távoli rokonhoz, Francis Douglas (1772 – 1853) Wemyss 8. grófjához került. Ruglen grófi címe megszűnt, ahogy a Baron Douglas is.

## Részleges családfa
A családfán csak a Queensberry herceg és márki, illetve March grófja címek öröklődésében szerepet játszó személyek szerepelnek.
- William Douglas (1582 körül – 1639/1640 körül)  Drumlanrig 1. vikomtja,[m 5] 1633-tól  Queensberry 1. grófja[m 6]
  - James Douglas (– 1671)  Queensberry 2. grófja[m 6]
    - William Douglas (1637–1695)  Queensberry 3. grófja,[m 6] 1681-től  Queensberry márkija,[m 12] 1684-től  Queensberry 1. hercege[m 13]
      - James Douglas (1662–1711)  Queensberry 2. hercege,[m 13][m 18]  1708-tól  Dover 1. hercege[m 19]
        - James Douglas (1697–1715)  Queensberry 3. márkija[m 12]
        - Charles Douglas (1698–1778)  Solway 1. gróf, majd  Queensberry 3. hercege,[m 18]  Dover 2. hercege,[m 19] ( Queensberry 4. márkija)
          - Henry Douglas (1722–1754)[m 24]
          - Charles Douglas (1726–1756)[m 25]

        - Jane Douglas (1701–1729)[m 26] Férje: Francis Scott (1695 – 1751)
          - Francis Scott (1721 – 1750) 
            - Henry Scott (1746 – 1812),  Buccleuch 3. hercege,  Queensberry 5. hercege[m 18]
              - innentől lásd a Buccleuch hercege szócikket

      - William Douglas (– 1705)[m 27]  March 1. grófja[m 28]
        - William Douglas (1696–1731)  March 2. grófja Felesége: Anne Hamilton
          - William Douglas (1724–1810)  Queensberry 4. hercege,[m 18]  Queensberry 5. márkija,[m 12]  March 3. grófja

      - Anne Douglas (–1699) Férje: David Wemyss,  Wemyss 4. grófja (1678–1720)
        - James Wemyss,  Wemyss 5. grófja (1699 – 1756)
          - Francis Wemyss-Charteris (1723–1808) soi disant Wemyss 7. grófja
            - Francis Charteris (1749 – 1808) Lord Elcho
              - Francis Douglas (1772 – 1853)  Wemyss 8. grófja,  March 4. grófja
                - innentől Wemyss és March grófjai, jelenleg: James Charteris (1948–)  Wemyss 13. grófja,  March 9. grófja

    - Catherine Douglas, férje James Douglas Kelhead 1. baronettje

  - William Douglas (– 1673)
    - James Douglas (1639–1708) Kelhead 1. baronettje[m 29] Felesége: Catherine Douglas
      - William Douglas (– 1733) Kelhead 2. baronettje
        - John Douglas (kb. 1708–1778) Kelhead 3. baronettje
          - William Douglas (kb.1730–1783) Kelhead 4. baronettje
            - Charles Douglas (1777–1837)  Queensberry 6. márkija[m 12] Felesége: Caroline Scott (1774 – 1854)
              - innentől Queensberry márkijai, jelenleg: David Douglas (1978–)  Queensberry 13. márkija[m 12]

## A négy herceg festményen
- William Douglas, Queensberry 1. hercege portréja, Godfrey Kneller festménye
- James, a második herceg portréja, olajfestmény
- Charles, a harmadik herceg, Thomas Hudson festménye
- Queensberry 4. hercege, Joshua Reynolds olaj festménye.

## Címer
Négyelt pajzs:

- 1. és 4. mező: Ezüst mezőben egy vörös emberi szív, amelyet birodalmi korona díszít, a főpajzson kék mezőben három ezüst csillag található (Douglas család).
- 2. és 3. mező: Kék mezőben arany harántpólya, amelyet hat arany kereszt díszít, az egész arany szegélyű, és a szegélyt virágos liliomok kettős sora (Mar család).

A kettős liliomos szegély Skócia királyi címerére utaló motívum. A királyi hatalmat és Skócia függetlenségét szimbolizálja.